# Tương quan lực lượng trong Chiến dịch Mãn Châu (1945)
Để chuẩn bị cho Chiến dịch Mãn Châu, Quân đội Liên Xô đã chuyển 3 Tập đoàn quân hợp thành, 1 Tập đoàn quân Xe tăng từ châu Âu sang Viễn Đông, và nhờ đó đã lập được tỷ lệ vượt trội 1.6:1 về quân số, 4.8:1 về xe tăng và pháo tự hành và 2.9:1 về số máy bay.

## Quân đội Liên Xô
Binh lực quân đội Liên Xô được bố trí như sau:

### Phương diện quân Zabaikal
Tư lệnh Phương diện quân: Nguyên soái R. Y. Malinovsky, 
Tham mưu trưởng: Thượng tướng M. V. Zakharov:
- - Tập đoàn quân hợp thành 17 do Trung tướng A. I. Danilov chỉ huy là đơn vị vốn có của quân khu Zabaikal.
  - Tập đoàn quân hợp thành 36 do Trung tướng A. A. Luchinsky chỉ huy là đơn vị vốn có của quân khu Zabaikal.
  - Tập đoàn quân hợp thành 39 do Thượng tướng I. I. Liutnikov chỉ huy, được chuyển từ Intersburg (Đông Phổ) đến Zabaikal;
  - Tập đoàn quân hợp thành 53 do Thượng tướng I. M. Managarov chỉ huy được chuyển từ Hungary sang;
  - Tập đoàn quân Xe tăng Cận vệ 6 do Thượng tướng A. G. Kravchenko chỉ huy được chuyển từ Áo sang;
  - Tập đoàn quân Không quân 12 do Nguyên soái Không quân M. A. Khudiakov chỉ huy;
  - Cụm cơ động Kỵ binh - Cơ giới hoá Liên Xô - Mông Cổ do Thượng tướng I. A. Pliev chỉ huy (trong thành phần có 18'000 kỵ binh Mông Cổ);
  - Từ ngày 16 tháng 8, Phương diện quân được tăng cường thêm Quân đoàn Cơ giới hoá Cận vệ 3 do Trung tướng V. T. Obukhov chỉ huy[3];

Phương diện quân Zabaikal ở thời điểm bắt đầu chiến dịch có 654.040 quân, chiếm 41,4% tổng binh lực, tác chiến trên chính diện 2'300 km.

### Phương diện quân Viễn Đông 1
Tư lệnh: Nguyên soái Liên Xô K. A. Meretskov 
Tham mưu trưởng: Trung tướng A. N. Krutikov:
- - Tập đoàn quân hợp thành Cờ Đỏ 1 do Thượng tướng A. P. Beloborodov chỉ huy;
  - Tập đoàn quân hợp thành 5 do Thượng tướng N. I. Krylov chỉ huy, được chuyển từ Intersburg (Đông Phổ) sang;
  - Tập đoàn quân hợp thành 25 do Thượng tướng M. I. Chistiakov chỉ huy;
  - Tập đoàn quân hợp thành 35 do Trung tướng N. D. Zakhvetayev chỉ huy;
  - Quân đoàn Cơ giới hoá 10 do Trung tướng I. D. Vasil'ev chỉ huy;
  - Cụm tác chiến Chuguevsk do Thiếu tướng V. A. Zaitsev chỉ huy;
  - Tập đoàn quân Không quân 9 do Thượng tướng I. M. Sokolov chỉ huy.

Phương diện quân này có tổng quân số 586.589 người, chiếm 37,2% tổng binh lực của quân đội Liên Xô tại Viễn Đông, hoạt động trên chính diện 700 km.

### Phương diện quân Viễn Đông 2
Tư lệnh: Đại tướng M. A. Purkayev. Tham mưu trưởng: Trung tướng F. I. Shevchenko.
- - Tập đoàn quân hợp thành Cờ Đỏ 2 do Trung tướng Makar Fomich Teriokhin chỉ huy;
  - Tập đoàn quân hợp thành 15 do Trung tướng S. K. Mamonov chỉ huy;
  - Tập đoàn quân hợp thành 16 do Thiếu tướng L. G. Cheremisov chỉ huy, gồm cả quân đoàn bộ binh 56 được giao nhiệm vụ tác chiến tại phía Nam đảo Sakhalin);
  - Quân đoàn Bộ binh độc lập 5 do Thiếu tướng I. Z. Pashkov chỉ huy;
  - Tập đoàn quân Không quân 10 do Thượng tướng P. F. Zhigarev chỉ huy;
  - Một chi đội của Giang đội Amur (Hắc Long Giang) do Phó Đô đốc N. V. Antonov chỉ huy được phối thuộc Phương diện quân;

Đây là Phương diện quân có binh lực mỏng nhất của quân đội Liên Xô tại Viễn Đông, có tổng quân số 337.096 người, chiếm 21,4% tổng binh lực, hoạt động trên chính diện 2.130 km.

### Các lực lượng hỗ trợ khác
- Hạm đội Thái Bình Dương do Đô đốc Ivan Stepanovich Yumashev làm tư lệnh, có 427 tàu chiến. Trong đó có 2 tuần dương hạm, 1 soái hạm, 10 khu trục hạm, 19 tàu tuần tiễu, 78 tàu ngầm, 52 tàu gỡ mìn, 10 tàu rải mìn, 49 tàu săn tàu ngầm và 1.549 máy bay của Hải quân. Căn cứ chính tại Vladivostok và Sovietsk Gavan. Các căn cứ phụ trợ đóng tại Nakhotka, Olga, Nikolaievsk on Amur, Posiet.
- Giang đội Cờ Đỏ sông Amur: có 169 tàu chiến và 70 máy bay; được huy động thêm 106 tàu vận tải đường sông, tàu dắt và sà lan. Căn cứ chính tại Khabarovsk, các căn cứ phụ trợ đóng ở Malaya Sozonka, Sretensk và Hồ Khasan. Toàn bộ lực lượng hải quân tham gia chiến dịch được đặt dưới quyền chỉ huy của Đô đốc Tư lệnh Hải quân Liên Xô N. G. Kuznetsov.

## Đạo quân Quan Đông
Các đơn vị quân đội Nhật Bản trong thành phần của Đạo quân Quan Đông bao gồm:

### Trực thuộc Bộ Tư lệnh Quan Đông
Lữ đoàn cơ động số 1;
Đơn vị tàu hỏa bọc sắt số 1 và 2;
Đại đội Khinh khí cầu độc lập số 1;
Một số đơn vị khung (gồm cán bộ và hạ sĩ quan) của các binh chủng;

### Phương diện quân dã chiến 1
Còn gọi là Phương diện quân Đông Mãn Châu do trung tướng Seiichi Kita chỉ huy; với tổng quân số là 222.157 người trong các đơn vị trực thuộc gồm:
- Trực thuộc Bộ Chỉ huy Phương diện quân:
  - Sư đoàn Bộ binh 122 do Trung tướng Akashika Tadashi chỉ huy
  - Sư đoàn Bộ binh 134 do Trung tướng Izeki Jin chỉ huy
  - Sư đoàn Bộ binh 139 do Trung tướng Tominaga Kyoji chỉ huy
  - Trung đoàn Thông tin 17; Trung đoàn Kỹ thuật độc lập 12; 1 tiểu đoàn và 6 đại đội vệ binh;
- Tập đoàn quân 3 do Trung tướng Murakami Keisaku chỉ huy, bao gồm:
  - Trực thuộc Bộ Chỉ huy Tập đoàn quân: Lữ đoàn Hỗn hợp 132[Ct 1]; Trung đoàn Hỗn hợp 101; Trung đoàn Pháo hạng nặng số 2, 3 và Đông Ninh (3 trung đoàn); Đại đội Pháo hạng năng số 2 và Cối số 3 (độc lập); Trung đoàn Thông tin số 5; Một tiểu đoàn và 2 đại đội vệ binh cùng với đơn vị pháo đài Najin (tương đương tiểu đoàn).
  - Sư đoàn Bộ binh 79 do Trung tướng Ota Teisho chỉ huy
  - Sư đoàn Bộ binh 112 do Trung tướng Nakamura Jikizo chỉ huy
  - Sư đoàn Bộ binh 127 do Trung tướng Koga Ryutaro chỉ huy
  - Sư đoàn Bộ binh 128 do Trung tướng Mizuhara Yoshishige chỉ huy
- Tập đoàn quân 5 do Trung tướng Shimizu Noritsune chỉ huy, bao gồm:
  - Trực thuộc Bộ Chỉ huy Tập đoàn quân: Ba tiểu đoàn Pháo hạng nặng độc lập số 1, 5 và 8; Tiểu đoàn Chống tăng số 31; tiểu đoàn cối số 13; Trung đoàn Kỹ thuật độc lập số 18; Trung đoàn thông tin 46; Các đơn vị biên phòng (cấp đại đội) và 3 đại đội vệ binh.
  - Sư đoàn Bộ binh 124 do Trung tướng Shiina Masatake chỉ huy
  - Sư đoàn Bộ binh 126 do Trung tướng Nomizo Kazuhiko chỉ huy
  - Sư đoàn Bộ binh 135 do Trung tướng Hitomi Yoichi chỉ huy

### Phương diện quân dã chiến 3
Còn gọi là Phương diện quân Tây Mãn Châu do Đại tướng Ushiroku Jun chỉ huy; với tổng quân số 180.971 người trong các đơn vị trực thuộc gồm:
- Trực thuộc Bộ Chỉ huy:
  - Sư đoàn 108 do Trung tướng Iwai Torajiro chỉ huy
  - Trung đoàn Kỵ binh 171, 1 tiểu đoàn và 7 đại đội vệ binh độc lập; 2 đơn vị vệ binh kỹ thuật
  - Sư đoàn 136 do Trung tướng Makamura Toru chỉ huy (tính luôn các đơn vị biên phòng giữ Phủ Thuận, Bản Khê, An Sơn)
  - Lữ đoàn Hỗn hợp độc lập số 79, 10 và 134 (3 lữ đoàn)
  - Lữ đoàn Xe tăng độc lập số 1
  - Trung đoàn Thông tin số 54
  - Các đơn vị biên phòng, pháo hạng nặng biên phòng và vệ binh
  - Cụm phòng không (số 22) gồm 1 trung đoàn phòng không; 5 tiểu đoàn phòng không dã chiến; 3 tiểu đoàn đèn chiếu phòng và 11 tiểu đoàn súng máy phòng không
- Tập đoàn quân 30 do Trung tướng Iida Shojiro chỉ huy, bao gồm:
  - Trực thuộc Bộ Chỉ huy: Trung đoàn Pháo hạng nặng số 1 và 19; Tiểu đoàn Pháo hạng nặng dã chiến số 21; tiểu đoàn cối hạng nặng số 27; tiểu đoàn pháo hạng nặng số 7; Ba tiểu đoàn và 5 đại đội vệ binh,
  - Sư đoàn 39 do Trung tướng Sasa Shinnosuke chỉ huy
  - Sư đoàn 125 do Trung tướng Iwai Torajiro chỉ huy
  - Sư đoàn 138 do Trung tướng Yamamoto Tsutomu chỉ huy
  - Sư đoàn 148 do Trung tướng Suemitsu Motohiro chỉ huy
- Tập đoàn quân 44 do Trung tướng Hongo Yoshio chỉ huy, bao gồm:
  - Trực thuộc Bộ Chỉ huy: Lữ đoàn Xe tăng độc lập số 9; Trung đoàn Pháo hạng nặng dã chiến số 17 và 30; Tiểu đoàn chống tăng độc lập số 29 và tiểu đoàn pháo hạng nặng độc lập số 6; Trung đoàn Thông tin số 31; 6 đại đội cảnh vệ và một số đơn vị kỹ thuật khác.
  - Sư đoàn 63 do Trung tướng Kishikawa Kenichi chỉ huy
  - Sư đoàn 107 do Trung tướng Abe Koichi chỉ huy
  - Sư đoàn 117 do Trung tướng Suzuki Hiraku chỉ huy

### Các đơn vị độc lập

#### Tập đoàn quân 4 độc lập
Do Trung tướng Uemura Mikio chỉ huy, gồm 3 sư đoàn bộ binh, 4 lữ đoàn hỗn hợp độc lập, 11 đại đội và 1 tiểu đoàn biên phòng. Tổng quân số 95.464 người. Trong khu vực của TĐQ độc lập 4 còn có sư đoàn bộ binh 125 và một lữ đoàn xe tăng trực thuộc Bộ Tư lệnh Đạo quân Quan Đông.

#### Tập đoàn quân độc lập 34
Do Trung tướng Kushibuchi Senichi chỉ huy, gồm 2 sư đoàn bộ binh và 1 lữ đoàn hỗn hợp. Tổng quân số 50.104 người.
- Tập đoàn quân không quân 2 Nhật Bản do tướng Harada chỉ huy có 1'200 máy bay.
- Giang đội Tùng Hoa Nhật Bản có 25 tàu chiến.
- Phương diện quân 17 dã chiến Nhật Bản (đóng tại Triều Tiên) do Trung tướng Yoshio Uetsuki chỉ huy, trong biên chế có 9 sư đoàn bộ binh và 2 lữ đoàn độc lập.

Không quân Nhật Bản ở Triều Tiên là Tập đoàn quân không quân 5 Nhật Bản, có 500 máy bay chiến đấu.

#### Phương diện quân 5 dã chiến
Một phần của Phương diện quân 5 dã chiến đóng tại Nam Sakhalin và Kuril cũng tham gia chiến sự, gồm 3 sư đoàn và 1 lữ đoàn bộ binh, 1 trung đoàn xe tăng độc lập; với tổng cộng khoảng 100.000 người.